# Nova Scotia Oilers
I Nova Scotia Oilers sono stati una squadra di hockey su ghiaccio dell'American Hockey League con sede nella città di Halifax, nella provincia della Nuova Scozia. Nati nel 1984 si sono sciolti nel 1988, nel corso degli anni sono stati affiliati alla franchigia degli Edmonton Oilers.

## Storia
I Nova Scotia Oilers furono creati nel 1984 come nuova formazione affiliata alla franchigia della National Hockey League degli Edmonton Oilers; disputarono i propri match casalinghi presso l'Halifax Metro Centre.
Gli Oilers nel corso della loro storia disputarono quattro stagioni, arrivando per tre volte ai playoff senza mai superare il primo turno. Al termine della stagione 1987-88 la formazione fu trasferita a Sydney, sempre nella Nuova Scozia, dove assunse la denominazione Cape Breton Oilers. Quello stesso anno la AHL fece ritorno ad Halifax grazie alla franchigia dei Quebec Nordiques che decise di sciogliere i Fredericton Express e trasformarli negli Halifax Citadels.

### Affiliazioni
Nel corso della loro storia i Nova Scotia Oilers sono stati affiliati alle seguenti franchigie della National Hockey League:
- Edmonton Oilers: (1984-1988)
- Chicago Blackhawks: (1985-1987)

## Record stagione per stagione
| Stagione           | Division | Gare | V  | S  | P | OTL | Punti | GF  | GS  | Piazzamento | Play-off                        |
| ------------------ | -------- | ---- | -- | -- | - | --- | ----- | --- | --- | ----------- | ------------------------------- |
| Nova Scotia Oilers |          |      |    |    |   |     |       |     |     |             |                                 |
| 1984-85            | North    | 80   | 36 | 37 | 7 | -   | 79    | 292 | 295 | 4°          | perde 1º turno (Maine) 2-4      |
| 1985-86            | North    | 80   | 29 | 43 | 8 | -   | 66    | 314 | 353 | 6°          |                                 |
| 1986-87            | North    | 80   | 38 | 39 | - | 3   | 79    | 318 | 315 | 4°          | perde 1º turno (Sherbrooke) 1-4 |
| 1987-88            | North    | 80   | 35 | 34 | 9 | 2   | 81    | 323 | 343 | 4°          | perde 1º turno (Maine) 1-4      |

## Record della franchigia

### Singola stagione
Gol: 40  Tom McMurchy (1987-88)
Assist: 62  Shawn Evans (1987-88)
Punti: 88  Mark Lamb (1987-88)
Minuti di penalità: 273  Allan Tuer (1986-87)

### Carriera
Gol: 87  Tom McMurchy
Assist: 96  Dean Hopkins
Punti: 172  Dean Hopkins
Minuti di penalità: 463  Kelly Buchberger
Partite giocate: 228  Steve Graves